# Linyphia tuasivia
Linyphia tuasivia là một loài nhện trong họ Linyphiidae.
Loài này thuộc chi Linyphia. Linyphia tuasivia được Brian John Marples miêu tả năm 1955.